# Elecciones federales de 2009 en Sinaloa
Las Elecciones federales de 2009 en Sinaloa se llevaron a cabo el domingo 7 de julio de 2009, y en ellas se renovaron los titulares de los siguientes cargos de elección popular en el estado mexicano de Sinaloa:
- 8 diputados federales al Congreso de la Unión: Elegidos por mayoría simple. Constituirán, a partir del 1 de septiembre del 2009, la LXI Legislatura del Congreso de la Unión de México sin posibilidad de reelección para el periodo inmediato

## Resultados
|  | 45.09 % |

|  | 33.92 % |

|  | 4.94 % |

|  | 4.43 % |

|  | 4.15 % |

|  | 1.88 % |

|  | 1.32 % |

|  | 0.55 % |

|  | 96.28 % |

|  | 3.72 % |

|  | 41.21 % |

### Distrito 1 (El Fuerte)
|  | 49.28 % |

|  | 41.25 % |

|  | 3.26 % |

|  | 1.70 % |

|  | 1.59 % |

|  | 0.97 % |

|  | 0.17 % |

|  | 98.22 % |

|  | 1.78 % |

|  | 52.34 % |

### Distrito 2 (Los Mochis)
|  | 42.50 % |

|  | 29.13 % |

|  | 8.44 % |

|  | 6.72 % |

|  | 6.55 % |

|  | 2.15 % |

|  | 0.64 % |

|  | 96.13 % |

|  | 3.87 % |

|  | 34.41 % |

### Distrito 3 (Guamúchil)
|  | 49.10 % |

|  | 30.87 % |

|  | 5.97 % |

|  | 5.04 % |

|  | 3.86 % |

|  | 1.73 % |

|  | 0.34 % |

|  | 96.91 % |

|  | 3.09 % |

|  | 43.20 % |

### Distrito 4 (Guasave)
|  | 46.07 % |

|  | 43.24 % |

|  | 3.91 % |

|  | 2.13 % |

|  | 1.67 % |

|  | 0.87 % |

|  | 0.17 % |

|  | 98.06 % |

|  | 1.94 % |

|  | 56.90 % |

### Distrito 5 (Culiacán de Rosales)
|  | 39.71 % |

|  | 34.70 % |

|  | 6.59 % |

|  | 5.64 % |

|  | 4.39 % |

|  | 2.72 % |

|  | 0.67 % |

|  | 94.42 % |

|  | 5.58 % |

|  | 36.61 % |

### Distrito 6 (Mazatlán)
|  | 47.85 % |

|  | 30.72 % |

|  | 6.78 % |

|  | 4.16 % |

|  | 3.65 % |

|  | 2.06 % |

|  | 0.78 % |

|  | 96.00 % |

|  | 4.00 % |

|  | 41.22 % |

### Distrito 7 (Culiacán de Rosales)
|  | 45.64 % |

|  | 31.36 % |

|  | 6.06 % |

|  | 5.65 % |

|  | 4.20 % |

|  | 2.33 % |

|  | 0.78 % |

|  | 96.02 % |

|  | 3.98 % |

|  | 36.33 % |

### Distrito 8 (Mazatlán)
|  | 39.22 % |

|  | 26.03 % |

|  | 13.59 % |

|  | 6.84 % |

|  | 2.73 % |

|  | 2.63 % |

|  | 2.57 % |

|  | 93.61 % |

|  | 6.39 % |

|  | 34.82 % |